# Corallus blombergi
Corallus annulatus blombergi là một loài rắn trong họ Boidae. Loài này được Rendahl & Vestergren mô tả khoa học đầu tiên năm 1941.